# 439 aC
El 439 aC va ser un any del calendari romà prejulià. Era l'any 315 ab urbe condita. La denominació 439 aC per a aquest any s'ha emprat des de l'edat mitjana, quan el calendari Anno Domini va ser el mètode més usat a Europa per a anomenar els anys.

## Esdeveniments
- Mort d'Espuri Meli, acusat de voler aprofitar una fam per fer-se rei a Roma a mans de Gai Servili Ahala, mestre de la cavalleria. Luci Minuci Augurí, el prefecte de l'annona (praefectus annonae) d'aquell any, (un càrrec establert per regular el preu del gra i obtenir subministraments d'arreu per alleujar la gana a Roma) havia portat les acusacions contra Espuri Meli davant del senat romà.[2]
- Pèricles ocupa Samos després d'un setge de nou mesos. Els habitants de l'illa es van rendir, van haver de destruir les seves defenses i pagar les despeses de la guerra, 1300 talents a 50 talents per any.[3]
- Van ser elegits cònsols a Roma Titus Quinti Capitolí Barbat i Agripa Meneni Lanat.[4]